# Taradeau
Taradeau (provenzalisch: Taradèu) ist eine französische Gemeinde mit 1899 Einwohnern (Stand 1. Januar 2022) im Département Var in der Region Provence-Alpes-Côte d’Azur. Sie gehört zum Arrondissement Draguignan und ist Mitglied im Gemeindeverband Dracénie Provence Verdon Agglomération. Die Bewohner werden Taradéens und Taradéennes genannt.

## Geografie
Taradeau ist eine für ihre Weinberge bekannte Ortschaft im zentralen Var. Die Gemeinde liegt etwa 10 Kilometer südsüdwestlich von Draguignan an der Departementsstraße D10, die Les Arcs mit Lorgues verbindet. Sie ist in den engen Talausgang der Florièye eingenistet, eines Zuflusses des Argens. Taradeau geht auf eine gallo-römische Siedlung zurück, die an die Via Aurelia angebunden war.
Der Ort liegt nahe der Autobahn A8 (12 km), des SNCF-Bahnhofs Les Arcs-sur-Argens (6 km) und der Route nationale 7.
Umgeben wird Taradeau von den vier Nachbargemeinden:
|         | Draguignan                                  |          |
| Lorgues | Kompassrose, die auf Nachbargemeinden zeigt | Les Arcs |
|         | Vidauban                                    |          |

## Geschichte
In der Gemarkung von Taradeau bestand im ersten Jahrhundert v. Chr. eine keltisch-ligurische Wohnsiedlung. Überreste eines befestigten Oppidum wurden 1969 auf dem Felsvorsprung gefunden, der die Ortschaft überragt.
Als Taradel ist es erstmals im Jahre 1131 urkundlich erwähnt. Das Castrum de Taradello wird in Dokumenten um das Jahr 1200 erwähnt. Eine etwas spätere Urkunde belegt Rechte des Grafen von Provence im Jahr 1252.
Zu Beginn des 15. Jahrhunderts war der Ort unbewohnt. Die Herrschaft über die neu entstehende Siedlung teilten sich im 17. Jahrhundert fünf Familien, darunter die Familien Puget und Commandaire. Das Schloss wurde von Raymond de Turenne und später von Kaiser Karl V. belagert.

### Bevölkerungsentwicklung
| Jahr                     | 1962 | 1968 | 1975 | 1982 | 1990 | 1999 | 2006 | 2013 | 2020 |
| Einwohner                | 367  | 421  | 535  | 774  | 1151 | 1619 | 1685 | 1808 | 1791 |
| Quellen: EHESS und INSEE |      |      |      |      |      |      |      |      |      |

Im ausgehenden 20. Jahrhundert konnte Taradeau wie zahlreiche Gemeinden der Region ein starkes Bevölkerungswachstum verzeichnen. Von 1962 bis zur Jahrtausendwende erhöhte sich die Einwohnerzahl von weniger als 400 auf über 1600 Personen. Das Wachstum verdankt der Ort allein einem starken Zuzug, da die Geburtenziffer fast im gesamten Zeitraum negativ war.

## Gemeindepartnerschaft
Eine Partnerschaft besteht mit Röhrmoos in Bayern.

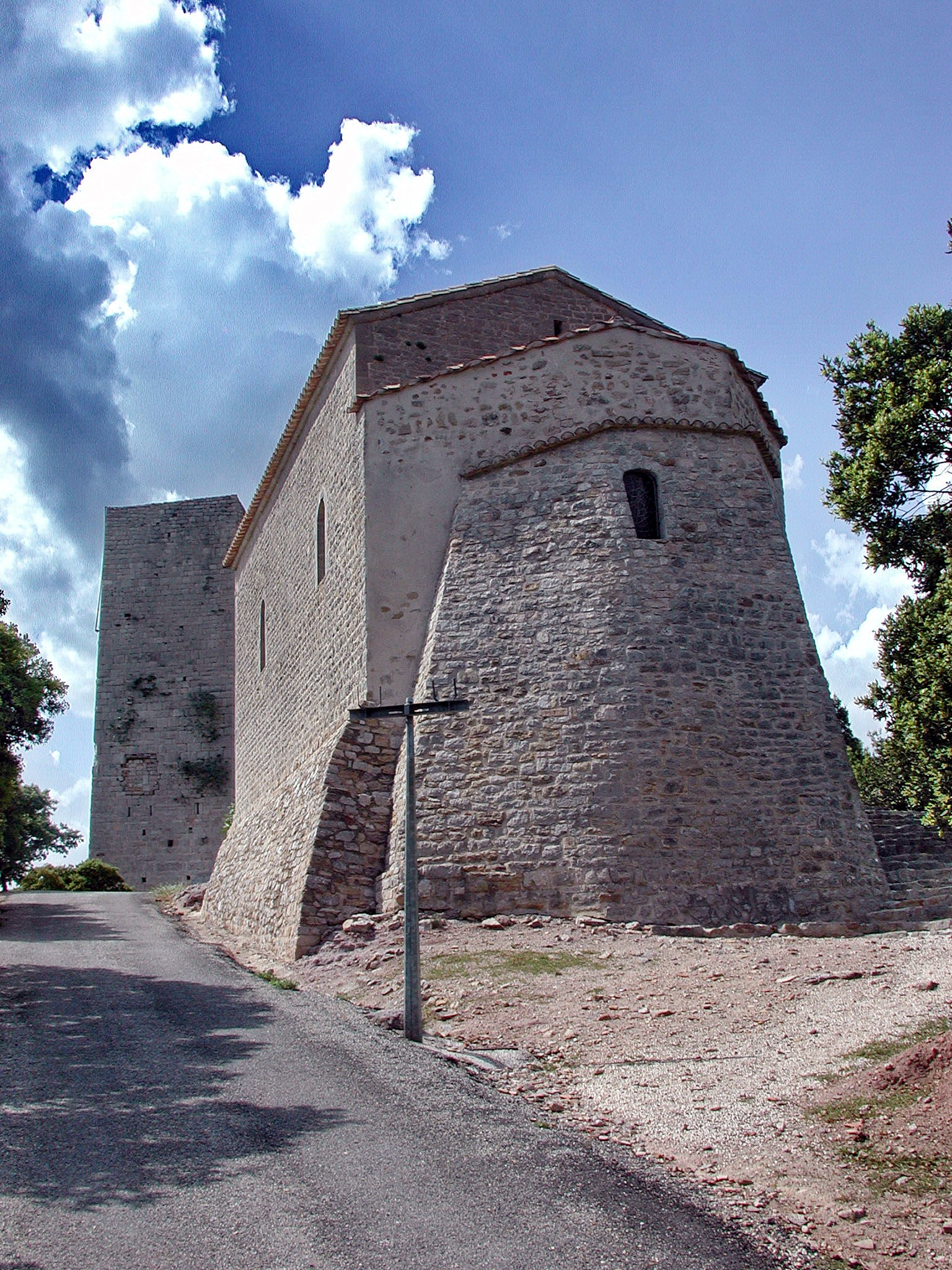
Kapelle Saint-Martin

## Kultur und Sehenswürdigkeiten

### Historische Stätten
In den Le Castrum genannten Überresten des ehemaligen befestigten Dorfes auf einem Hügel im Osten der Ortschaft stehen unter anderem ein als Monument historique geschützter 24 m hoher Wachturm aus dem 13. Jahrhundert und die Kapelle Saint-Martin, die zwischen dem 11. und 12. Jahrhundert entstand. Sie ist als Monument Historique klassifiziert und wurde 1993 renoviert. Die Pfarrkirche Saint-Martin hingegen ist ein Neubau aus dem 19. Jahrhundert.

### Museen
Das Musée provençal et folklorique zeigt Ausstellungen zu provenzalischer Tradition und Volkskunde.